# The Truth and Lies of 9-11
The truth and lies of 9-11 är en inspelning av ett föredrag hållet av Michael Ruppert några månader efter 11 september-attackerna 2001.

## Innehåll
Föredraget börjar med en presentation av föredragshållaren själv där han bl.a. visar ett filmklipp från en konfrontation han hade med den dåvarande CIA-chefen John Deutch 1996, i efterdyningarna av Gary Webbs avslöjanden om CIA:s inblandning i smuggling av kokain till USA för att finansiera Contras-gerillans krig mot sandinistregimen i Nicaragua. Därefter ger han en kort förklaring till varför han, i fråga om 11 september-attackerna, väljer att inte ta upp några fysiska bevis eller spekulationer om hur attackerna genomfördes utan nöjer sig med att presentera vad han anser vara ovedersägliga fakta från etablerade presskällor. Slutligen följer ett föredrag som i stort är en sammanfattning av den "tidslinje" för 11 september-attackerna som Ruppert även presenterat på sin webbplats . Tidslinjen tar upp pressrapporter om en mängd händelser som Ruppert anser pekar på att den amerikanska regeringen både haft kännedom om och aktivt deltagit i genomförandet av terrordåden den 11 september 2001. Michael Ruppert har kritiserats för hur han hanterat fakta i sin tidslinje, bl.a. av David Corn (som Ruppert svarat i ett öppet brev) och Norman Solomon.